# فدوى القاسم
فدوى القاسم (1962 لبنان)هي كاتبة فلسطينية تحمل الجنسية الكندية، نشرت عددا من القصص القصيرة في الدوريات الأدبية العربية، بالإضافة إلى مجموعتين قصصتين ورواية مترجمة.

## نبذة
ولدت في لبنان فهي طرابلسية المولد لكنها في الواقع فلسطينية الأصل وتحمل الجنسية الكندية. وتتحدث أربع لغات (العربية والإنجليزية والفرنسية والإسبانية). وصلت لأول مرة إلى دبي في عام 1984، وقد عاشت هناك لمدة 20 عامًا.
حائزة على بكالوريوس في الأدب الإنجليزي من بريطانيا.

## إنتاجها الأدبي
نشرت عددا من القصص القصيرة في الدوريات الأدبية العربية كمجلة الآداب البيروتية، وأخبار الأدب القاهرية، وجريدة القدس العربي اللندنية، وملحق الثقافة في البيان الإماراتية. كما نشرت قصصها بالإنجليزية ضمن أنثولوجيا في بريطانيا، فضلا عن ترجمتها للقصص القصيرة.

### من مؤلفاتها
- رائحة حب الهال - دار شرقيات 2005 [3]
- لحظة الخروج من الجنة - دار شرقيات 2011

### قصص قصيرة
- أول شجرة بعد الطوفان[4]
- رأي - هذا الطفل المسكين![5]
- من التيه إلى القدس[6]
- نص - بهارات شرقية[7]
- أنا في السرير.[8]

### ترجمة
- روائح ماري كلير للكاتب التونسي الحبيب السالمي - دار نشر الجامعة الأمريكية بالقاهرة 2010 [9]

## وصلات خارجية
- الدكتور أبو عرفة يحاور الكاتبة الفلسطينية المغتربة فدوى القاسم
- ثمانية أيام في فلسطين
- Saudi Gazette - Tales of ten cities
- فدوى القاسم في لحظة الخروج من الجنة